# Aktivt lyssnande
Aktivt lyssnande är en kommunikationsteknik som kräver att lyssnaren förstår, tolkar och utvärderar det hon eller han hör. Förmågan att lyssna aktivt kan förbättra personliga relationer genom att minska konflikter, stärka sambandet och främja förståelse.
Människor lyssnar ofta inte uppmärksamt när de interagerar. De kan vara distraherade, tänka på andra saker eller fundera på vad de ska säga härnäst (det senaste fallet gäller särskilt i konfliktsituationer eller meningsskiljaktigheter). Aktivt lyssnande är ett strukturerat sätt att lyssna och svara andra, med inriktning på den som pratar. Att avbryta ens egen referensram, upphäva domen och avbryta andra mentala aktiviteter är viktigt för att till fullo deltaga i det en annan person säger.